# Marcelino Oreja Elósegui
Marcelino Oreja Elósegui (Ibarrangelu, 1891 - Mondragón, 5 d'octubre de 1934) fou un polític basc, enginyer de camins i gerent de l'empresa Unión Cerrajera, pare de Marcelino Oreja Aguirre. Membre d'Acción Católica i de l'Asociación Católica Nacional de Propagandistas, fou elegit diputat per Biscaia a les eleccions generals espanyoles de 1931. Durant la Revolució d'octubre de 1934, instigada per Ricardo Ceciaga i que proclamà la República Socialista de Mondragón, l'acusaren de negar feina a militants socialistes i sindicalistes raó per la qual fou fet presoner i dut a la Casa del Pueblo d'aquesta ciutat, on el dia 5 fou assassinat amb Dagoberto Resusta.